# Orden Tifoniana
La Orden Tifoniana (en inglés Typhonian Order, originalmente llamada Typhonian Ordo Templi Orientis) es una organización mágica con sede en el Reino Unido que se centra en conceptos mágicos y tifonianos. Originalmente, estuvo dirigida por el ocultista británico Kenneth Grant (1924-2011) y su esposa Steffi Grant, y ahora está dirigida por su adjunto Michael Staley.
La Orden Tifoniana es una de las órdenes mágicas thelémicas mejor conocidas, sobre todo por las publicaciones de Kenneth Grant. Influyó en la creación de la orden Dragon Rouge en 1989 y el movimiento mágico del Maat de Nema Andahadna.
Continúa promoviendo la religión Thelema de Aleister Crowley aunque también se centra en la exploración de inteligencias externas como extraterrestres y daimones, así como en aspectos más oscuros del ocultismo.
Si bien no es fundamental para la Orden Tifoniana, uno de los aspectos más notables, estudiados y controvertidos de esta tradición es el uso que hace Kenneth Grant de las obras ficticias del autor de terror cósmico H. P. Lovecraft para explorar la psicología oculta en el sentido de que veía las entidades de los Mitos de Cthulhu no simplemente como creaciones ficticias sino como manifestaciones de realidades arquetípicas, posiblemente incluso como representaciones simbólicas de fuerzas o seres espirituales reales.

## Historia
La Ordo Templi Orientis (O. T. O.) fue fundada por el industrial austríaco Carl Kellner. Tras la muerte de Kellner en 1905 Theodor Reuss pasó a liderar la orden. En 1920, Reuss sufrió un derrame cerebral, lo que llevó a Aleister Crowley a cuestionar su competencia para continuar como jefe. En 1921, Crowley y Reuss estaban intercambiando cartas enojadas, que culminaron con la expulsión de Crowley de la O. T. O. Crowley luego informó a Reuss que se proclamaba jefe. Reuss murió en 1923 sin nombrar un sucesor, y Crowley fue posteriormente elegido y ratificado como jefe en una Conferencia de Grandes Maestros en 1925.
Durante la Segunda Guerra Mundial se destruyeron las ramas europeas de la O. T. O. y muchos de sus miembros pasaron a la clandestinidad. Después de la guerra, solo quedaba la Loga Agapé de California de la O. T. O., a donde se trasladó Karl Germer tras ser liberado de un encarcelamiento al que le habían sometido los nazis en 1941.
Tras la muerte de Crowley en 1947, Germer pasó a ser su indiscutible sucesor por algún tiempo. Este reconoció el grado noveno a Grant en 1948.

En 1954 Grant empezó con los trabajos para fundar la Nueva Logia Isis, que estuvo operativa en 1955. Entonces Grant anunció el descubrimiento de una nueva "corriente de Sirius/Set" en un nuevo manifiesto en el cual se basaría la logia. En este manifiesto, Grant escribió que una nueva energía estaba emanando hacia la tierra desde otro planeta. Creyó que provenía de Nuit, una deidad que aparece en el primer capítulo del texto sagrado thelémico de Crowley titulado El libro de la ley.
 Germer consideró una "blasfemia" que Grant identificara un planeta con Nuit y el 20 de julio de 1955 emitió una "Nota de Expulsión" de la O. T. O. para Grant.
En 1969, Grant coeditó Confesiones de Aleister Crowley para su publicación con el albacea literario de Crowley, John Symonds. En los años siguientes editó –a menudo con Symonds– una serie de escritos de Crowley: El registro mágico de la Bestia 666 (1972), Diario de un drogadicto (1972), Niño lunar (1972), Magia (1973), Comentarios mágicos y filosóficos sobre el libro de la ley (1974) y Los escritos astrológicos completos (1974). La publicación de estas obras ha sido descrita como "fundamental para el resurgimiento del interés en Crowley".
Entonces, Grant empezó a describirse a sí mismo como O. H. O. (Outer Head of the Order, cabeza externa de la orden) de la O. T. O., afirmando que merecía este título no por sucesión directa de Crowley sino porque mostró la inspiración y la innovación de las que carecía Germer. A principios de la década de 1970 fundó su propia organización thelémica, la Typhonian OTO, que hizo su primer anuncio oficial en 1973. Esta adoptó el mismo sistema de grados de la O. T. O. usado por Crowley pero eliminando los rituales de iniciación para acceder a grados superiores, promoviendo el acceso de los miembros a los grados función de su desarrollo espiritual personal.

## Trabajo de la orden
Grant promovía lo que él llamaba tradición de magia tifoniana o draconiana, y escribió que Thelema era solamente una manifestación reciente de esta tradición más amplia. En sus libros, retrataba la tradición tifoniana como la más antigua, sugiriendo que tuvo sus raíces ancestrales en África. Él creía que en el África Central, durante la prehistoria, había una religión dedicada al culto a una diosa conocida como Ta-Urt o Typhon, de donde procedía la tradición tifoniana. Esta idea fue adoptada de la publicación de Gerald Massey de 1881 titulada Un libro de los comienzos, con ideas que nunca fueron aceptadas por los académicos. Según Grant, el tifonianismo se caracterizó por su adoración a deidades femeninas y por el uso del sexo como método de logro espiritual. Escribió que esta tradición se extendió por todo el mundo, formando la base de formas de religión del Antiguo Egipto, así como del tantra indio y formas de esoterismo occidental. Añadió que durante milenios la tradición tifoniana se había opuesto a los "osirianos" o "solaritas", practicantes de religiones patriarcales y solares, que habían retratado a los tifonianos como malvados, corruptos y libertinos. El académico estudioso de las religiones Gordan Djurdjevic señaló que la historia tifoniana de Grant era "en el mejor de los casos altamente especulativa" y que carecía de apoyo y de evidencia aunque también sugirió que es posible que Grant nunca hubiera tenido la intención de que se tomara literalmente.
Grant adoptó una interpretación perennialista de la historia de la religión. Grant escribió que las tradiciones espirituales indias como el tantra y el yoga eran correlativas a las tradiciones esotéricas occidentales y que ambas provenían de una fuente ancestral antigua, lo que es semejante a la filosofía perenne promovida por la escuela tradicionalista del esoterismo. Sin embargo, Grant difería de los tradicionalistas como René Guénon y Ananda Coomaraswamy en su valoración positiva del ocultismo occidental. La apreciación de Grant por las tradiciones espirituales asiáticas tiene mucho en común con la teosofía, aunque Grant difería del movimiento teosófico en su valoración del "camino de la mano izquierda".
Influenciado por el gurú Maharshi, Grant adoptó la visión del mundo advaitana de que sólo "el Ser", o atman, existe realmente, siendo el universo más amplio una proyección ilusoria. Creía que al dominar la magia, uno domina este universo ilusorio, obteniendo la liberación personal y reconociendo que sólo el Ser existe realmente. Hacerlo, según Grant, conduce al descubrimiento de la Verdadera Voluntad, el foco central de Thelema. Grant escribió además que el reino del Yo se conocía como "la Zona Malva" y que se podía llegar a él en un estado de sueño profundo, donde tiene la apariencia simbólica de un pantano. También creía que la realidad de la conciencia, que consideraba la única realidad verdadera, no tenía forma y, por lo tanto, se presentaba como un vacío, aunque también enseñó que estaba simbolizada por la diosa hindú Kali y la diosa thelémica Nuit.
El punto de vista de Grant de la magia sexual se basó en gran medida en la importancia del dimorfismo sexual entre humanos y la diferenciación subsecuente de los roles de género. Grant enseñó que el verdadero secreto de la magia sexual eran las secreciones corporales, la más importante de las cuales era la sangre menstrual de la mujer. En esto se diferenciaba de Crowley, que consideraba el semen como la secreción genital más importante. Grant se refirió a las secreciones sexuales femeninas como "kalas", término adoptado de sánscrito. Pensó que debido a que las mujeres tienen kalas, tienen poderes oraculares y visionarios. Los usos mágicos de las secreciones genitales femeninas son un tema recurrente en los escritos de Grant. Él creía que en el noveno grado de la O. T. O., que Crowley argumentaba que necesitaba de sexo anal, podía involucrar en su ligar el sexo vaginal con una mujer menstruante. Fue crítico con el uso del sexo anal por parte de Crowley en sus rituales, estableciendo la visión de que la "fórmula sodomítica" era "una perversión de la práctica mágica". Este punto de vista llevó a que fuese acusado de homofobia por ocultistas posteriores como Phil Hine.

## Relación con los Mitos de Cthulhu de Lovecraft
Desde la perspectiva de Grant, las narrativas y los mitos de Lovecraft aprovechaban las mismas verdades primordiales y misterios cósmicos que las tradiciones esotéricas y las prácticas mágicas buscaban explorar. Esta síntesis conceptual es evidente en la tradición tifoniana, que integra principios thelémicos con temas derivados de la obra de Lovecraft, entre otras influencias. La Orden Tifoniana, por lo tanto, se erige como un puente único entre los ámbitos de las prácticas esotéricas de principios del siglo XX y el género de ficción de terror cósmico.